# (35108) 1991 VZ7
1991 VZ7 (asteroide 35108) é um asteroide da cintura principal. Possui uma excentricidade de 0.16922010 e uma inclinação de 8.35451º.
Este asteroide foi descoberto no dia 3 de novembro de 1991 por Spacewatch em Kitt Peak.